# 何平 (1956年)
何平（1956年3月—），中国历史学家，东南亚民族史专家，中国民主同盟盟员。何平对“泰傣古国”有全面且深入的研究，是中国质疑“泰傣古国”最具代表性的学者。

## 生平
1985年大学毕业后在云南省社会科学院东南亚研究所从事研究工作，1995年起执教云南大学，现为云南大学历史系教授、博士生导师。2013年12月获云南省委宣传部“云南省优秀社科专家”称号。著有《东南亚民族史》、《中南半岛的民族渊源与流变》、《东南亚的封建——奴隶制结构与古代东方社会》、《从云南到阿萨姆: 傣-泰民族历史再考与重构》等专著。